# Guzmania desautelsii
Guzmania desautelsii là một loài thực vật có hoa trong họ Bromeliaceae. Loài này được Read & L.B.Sm. mô tả khoa học đầu tiên năm 1983.